# Нова Македонија
Нова Македонија су најстарије дневне новине, које излазе у Северној Македонији.
Весник је основан на темељу Решења Президијума АСНОМ-а. Први број објављен је 29. октобра 1944. године у селу Горно Врановци, а његов први главни уредник био је Васил Ивановски. Зграда, у којој се у селу налазила штампарија, после рата је уређена у музеј.
Током тешког раздобља транзиције 1990-их, лист није излазио. Нова Македонија поновно је почела да се објављује од 30. априла 2008. године. Нови тим, окупљен на раду листа, предан је задржавању критерија и вредности 70-годишње традиције и историје овог листа.